# Джон Гокінс
Сер Джон Гокінс (англ. John Hawkins, John Hawkyns; 1532, Плімут — 12 листопада 1595, Карибське море) — англійський адмірал, флотоводець, підприємець, мислитель, кораблебудівник, далекий родич Френсіса Дрейка. Скарбник Військово-морського флоту Великої Британії (1577—1595).

## Життєпис
Джон Гокінс народився у 1532 році в сім'ї відомого судновласника з Плімута сера Вільяма Гокінса та Джоан Трелоні. По материнській лінії походить від Елеонори Ланкастерської. Батько Джона Вільям був довіреною особою Генріха VIII і одним з видатних капітанів Англії, що здійснював торговельні експедиції до узбережжя Гвінеї й Бразилії, порушуючи португальську монополію. Займався торгівлею рабами.
Коли помер батько, Джон почав працювати капітаном та зайнявся торгівлею, а його старший брат Вільям залишився в Плімуті, де вів родинну справу. До кінця 1550-х років Джон зміг організувати торгівлю з Канарськими островами. Тут йому вдалося налагодити добрі зв'язки з місцевими жителями, багато з яких були залучені і в торгівлю з колоніями. Спілкуючись з ними, він дізнався багато корисного про вест-індійську торгівлю. Особливо його зацікавила торгівля рабами. Ліцензії надавалися іспанською короною досить рідко та нерегулярно. В основному цим бізнесом займалися іноземці: португальці та генуезці. Гокінс не збирався обмежуватися тільки работоргівлею, враховуючи дорожнечу європейських товарів у колоніях, торгівля ними обіцяла непоганий додатковий заробіток. Але основним товаром повинні були стати чорношкірі невільники.
Повернувшись на початку 60-х років в Лондон, Гокінс організовує акціонерне товариство, до складу якого увійшли: Бенджамін Гонсон — скарбник флоту, тесть Гокінса, сер Вільям Вінтер — інспектор флоту, сер Лайнел Дакет і сер Томас Лодж. Вони виділили Гокінсу кошти на спорядження кораблів загальною водотоннажністю у 260 тонн і 100 членів екіпажу. Спершу Гокінс намагався почати торгівлю з іспанської Вест-Індією. Віра в успіх підприємства підкріплювалася надією на підтримку британського уряду.
У жовтні 1562 року Джон Гокінс вийшов з Плімута на чолі невеликої ескадри, що складалася з трьох кораблів: 120-тонний «Соломоном» під командуванням самого Гокінса, 100-тонний «Суоллоу» під командуванням Томаса Гемптона і 40-тонний «Джонас». Прибувши до берегів Африки, Гокінс грабував португальські невільницькі кораблі, забираючи рабів собі (900 рабів й краму на 32 тис. дукатів), а також захопив на узбережжі ще 300 рабів. Після чого вирушив з ними в Вест-Індію. Прибувши на Еспаньйолу, Гокінс відвідав три іспанських порти на північному узбережжі: Ізабеллу, Пуерто-Плата і Монте-Крісті, де обміняв рабів на колоніальні товари (перлини, імбир, цукор, шкіри тощо). З цим товаром він і прибув до Англії у серпні 1563 року. На прибуток від цього підприємства він зміг купити собі будинок у Лондоні. Втім іспанський посол в Лондоні Гусман да Сільва звернувся зі скаргою на дії Гокінса до королеви Єлизавети I. Остання таємно підтримувала дії торгівця, ставши фактично пайовиком акціонерного товариства.
18 жовтня 1565 року здійснив нову експедицію до Канараських островів — Гвінеї, де захопив 500 рабів, а потім до Вест-Індії, відвідавши острови Борбурата, Кюрасао, Ямайку, після чого рушив до Флориди. На островах домігся від місцевих іспанських губернаторів право на торгівлю. У вересні 1565 року повернувся до Англії. Дохід склав 60 % від вкладених коштів. Втім під тиском Іспанії 1566 року королева заборонила Гокінсу виходити у море. Тоді він відправив замість себе капітана Джона Ловелла. Втім той допустив помилку, об'єднавшись із французькими піратами.
1567 року нову експедицію очолив Гокінс. Він мав 6 кораблів, зокрема 2 королівських галеони. офіційною метою було оголошено пошук золота в Африці. На шляху до Гвінеї було захоплено декілько португальських суден з 500 рабами загалом. За цим захоплених Гокінс продав в містах Вест-Індії. 12 вересні 1568 року ескадра потрапила у сильний шторм, під час якого було пошкоджено флагман «Джизес оф Любек». Для ремонту Гокінс зайшов у порт Сан-Хуа-де-Улоа (віцекоролівство Нова Іспанія). Тут 23 вересня англійці були атаковані іспанським Срібним флотом, внаслідок чого врятувалося 2 кораблі (один вів Гокінс, інший — Френсіс Дрейк). З великими труднощами вони повернулися до Англії (в січні 1569 року Дрейк, в лютому — Гокінс).
У 1570—578 роках продовжував здійснювати експедиції до Африки та Вест-Індії, але вони тепер мали все більш піратський характер. У 1578 році був призначений скарбником військово-морського флоту. Його фінансові реформи обмежили деякі зловживання, внаслідок чого видатки на нього знизилися на 4 тис. фунтів стерлінгів на рік, а зарплатня членам екіпажів зросла. Також реформував конструкцію галеонів, щоб вони були довшими, здатними нести більшу кількість гармат і здатними пливти ближче до вітру. 1582 року через скаргу комісія провела ревізію флоту, підтвердивши, що його фінансовий стан та технічна забезпеченість знаходиться на високому рівні. До 1587 року завдяки Гокінсу флот було збільшено до 23 великих кораблів та 18 пінасів.
1589 року спільно з Френсісом Дрейком ініціював напад на Срібний флот Іспанії та знищення усього іспанського флота, проте похід зазнав невдачі. 1595 року спільно з Дрейком виступив у похід до островів Вест-Індії. Помер від дизентерії на кораблі біля Пуерто-Рико 12 листопада того ж року.